# Monteliushuset

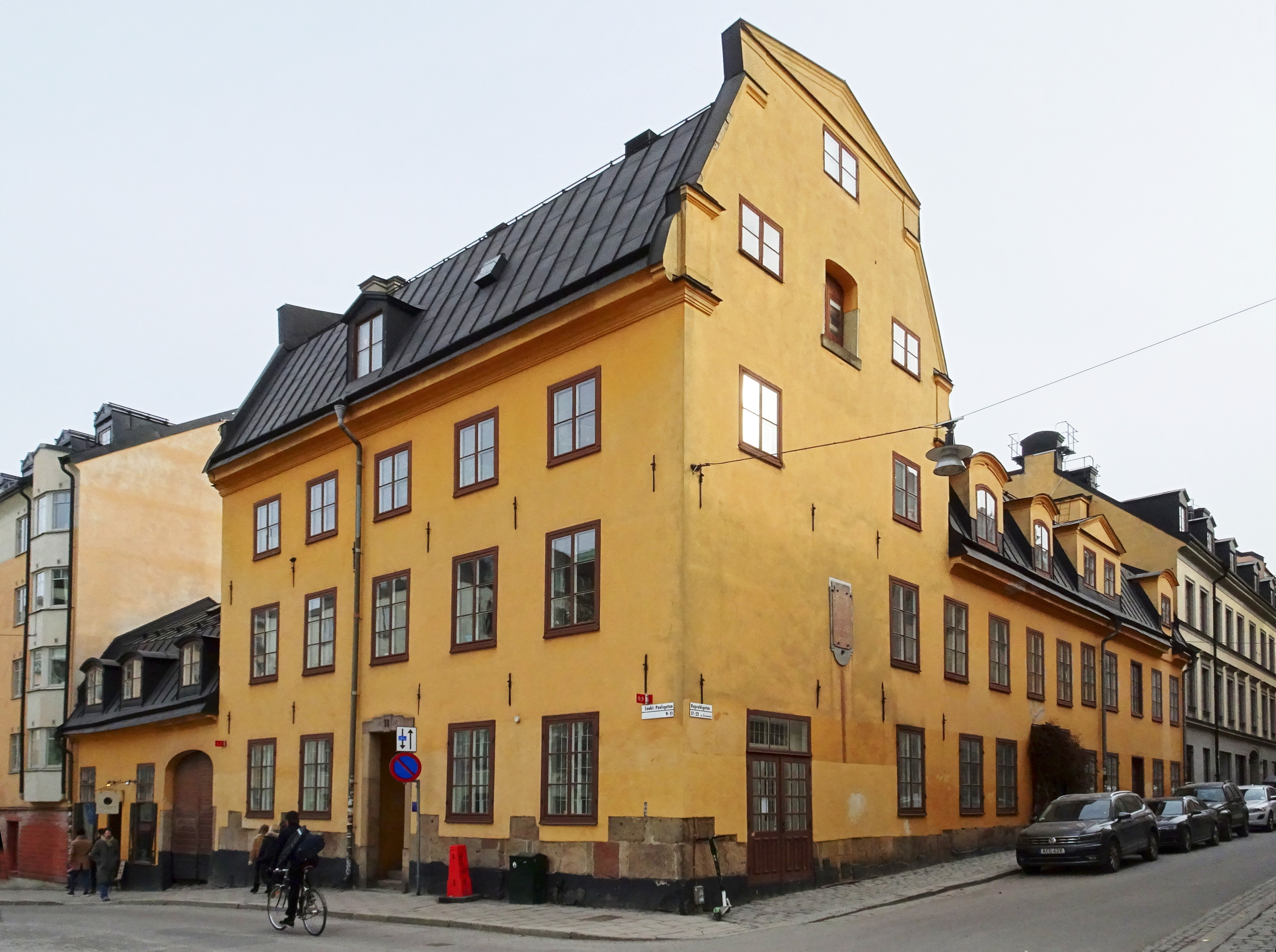
Monteliushuset Sankt Paulsgatan / Ragvaldsgatan, mars 2021.

Monteliushuset är en kulturhistoriskt värdefull byggnad i kvarteret Östergötland i hörnet Sankt Paulsgatan 11 / Ragvaldsgatan 17 på Södermalm i Stockholm. I huset föddes och avled riksantikvarien Oscar Montelius, därav namnet Monteliushuset. Fastigheten Östergötland 10 ägs och förvaltas av AB Stadsholmen och är blåmärkt av Stadsmuseet i Stockholm vilket betyder "att bebyggelsen bedöms ha synnerligen höga kulturhistoriska värden".

## Historik

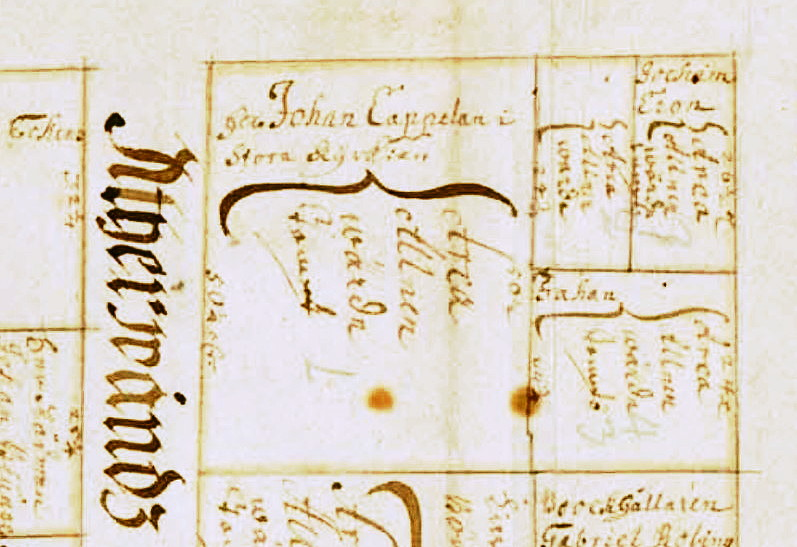
Tomten, 1679.

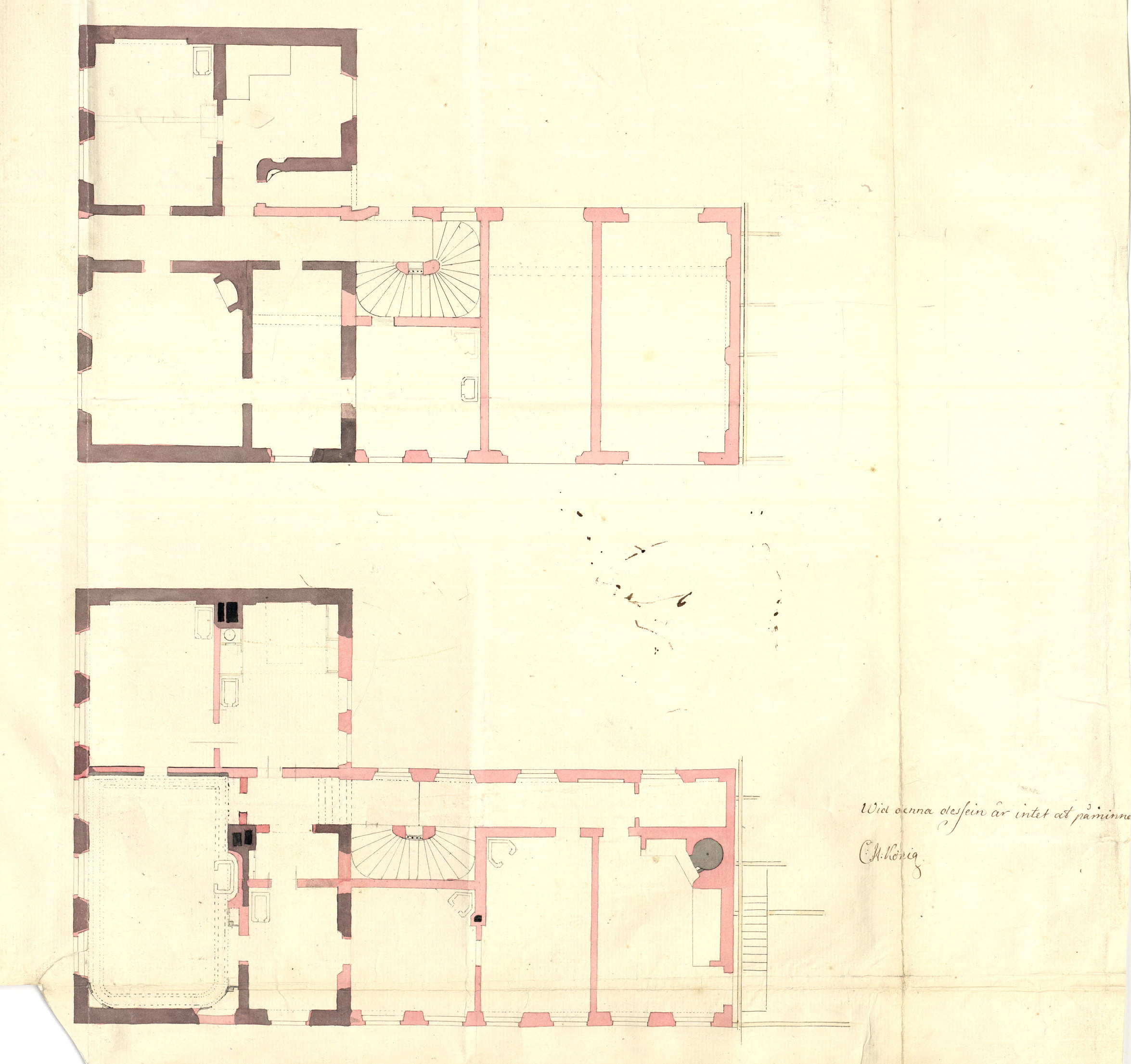
Ombyggnadsritning från 1757.
(röd: nya byggdelar, svart: bef. byggdelar)

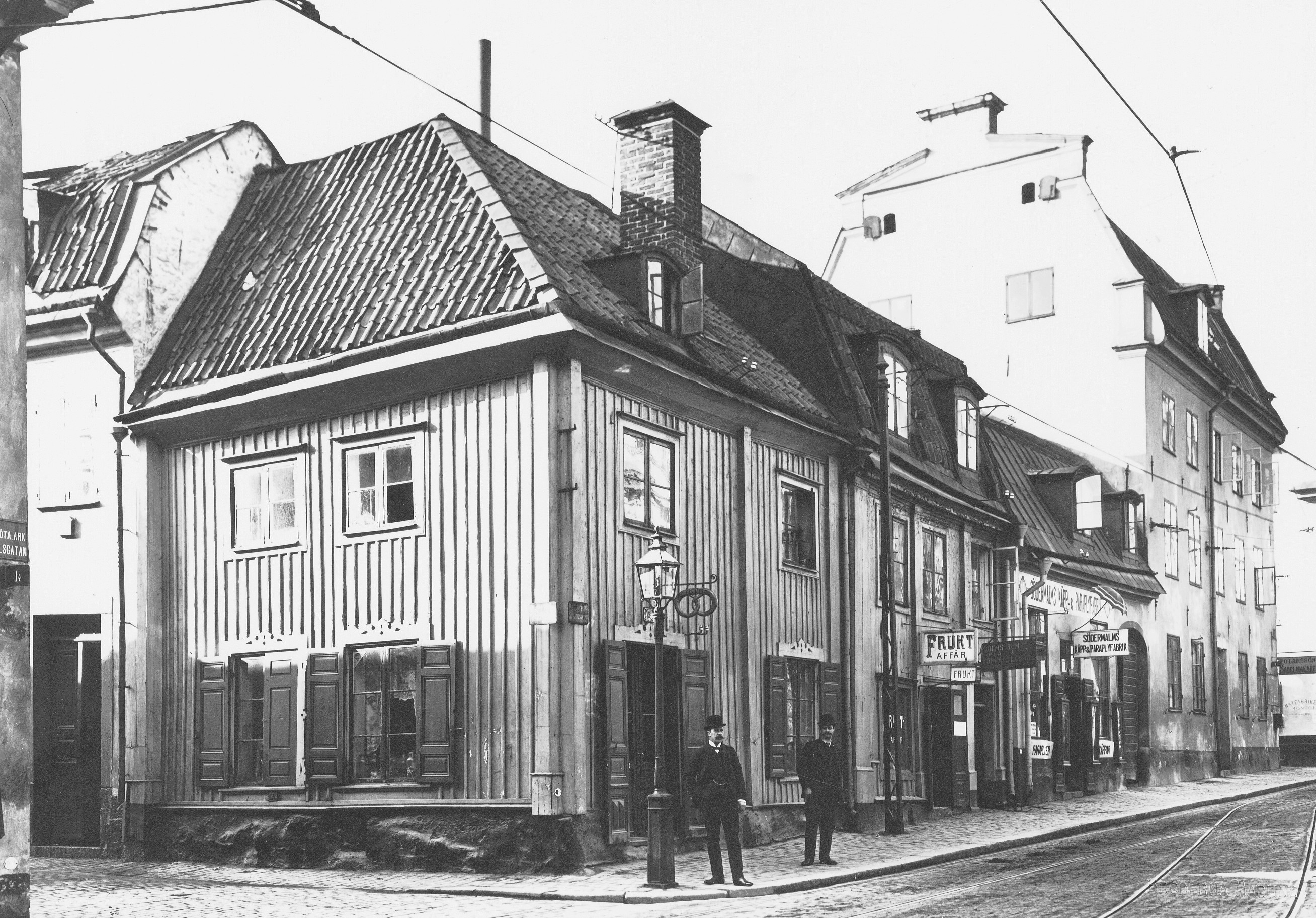
S:t Paulsgatan 7–11, 1907.

Fastigheten Östergötland 10, även kallad Monteliushuset, består av fyra byggnader: en huvudbyggnad mot Sankt Paulsgatan, en flygel mot Ragvaldsgatan, två gårdshus och den låga längan mot Sankt Paulsgatan. Kvarterets östra del försvann när Södergatan drogs fram här på 1930-talet i ett djupt dike. Först på 1980-talet överdäckades diket och bebyggdes med bostadshus.
Huset i gathörnet Sankt Paulsgatan / Ragvaldsgatan uppfördes efter en brand i Maria församling som ägde rum 1664 och utplånade den ursprungliga trähusbebyggelsen i kvarteret tillsammans med 150 gårdar (ej att förväxla med Mariabranden 1759). Redan då arbetade staden aktivt för att stenhus skulle uppföras, framförallt i gathörnen. 
Byggherren för det nya hörnhuset i sten var förmodligen kaplanen i Storkyrkan Johannes Petri Kellingius. Han fick bidrag av staden att låta uppföra ett stenhus. I Holms tomtbok från 1679 uppges Johan Cappelan i Stora Kyrkan som tomtägare. 
Den äldsta byggnadsbeskrivningen är från 1746 då huset ägdes av aktuarien Anton Gustav Schantz och brandförsäkrades. Byggnaden var tre våningar hög med stentrappa upp till andra våningen, därefter trätrappor. Familjen Schantz innehade fastigheten mellan 1692 och 1757. 
Efter Schantz ägdes huset av rådman Henrik Johan Helledays (1702–1767). Han lät renovera huvudbyggnaden och uppföra en flygelbyggnad i två våningar mot Ragvaldsgatan samt inrätta stall, fähus och en stensatt brunn på innergården. Huvudbyggnadens interiör gestaltades efter tidens smak i rokokostil. Rummen fick nya fönster- och dörrsnickerier, målade väggfält och dörröverstycken samt flera nya, blåvita kakelugnar.
Den låga envåningsbyggnaden med körport åt Sankt Paulsgatan restes 1780 tillsammans med ett gårdshus på initiativ av lagmannen C. Adelborg. I gathuset inrättade han en butik. Därmed hade bebyggelsen dagens volym. Under 1800-talets andra hälft hade de boenden inga egna djur längre i bakgårdens stall men ett åkeri nyttjade spiltor, foderhäckar och höloft. De är fortfarande bevarade. 
Inom fastigheten bedrevs också sadelmakeri och skrädderi. I det låga gathuset inrättade skåningen Olof Alwert 1903 Södermalms Käpp- & Paraplyfabriken med butik. Som skylt hade man ett uppspänt paraply i plåt på fasaden över entrén. Skylten syns fortfarande på fotografier från 1930-talet.

### Montelius tid

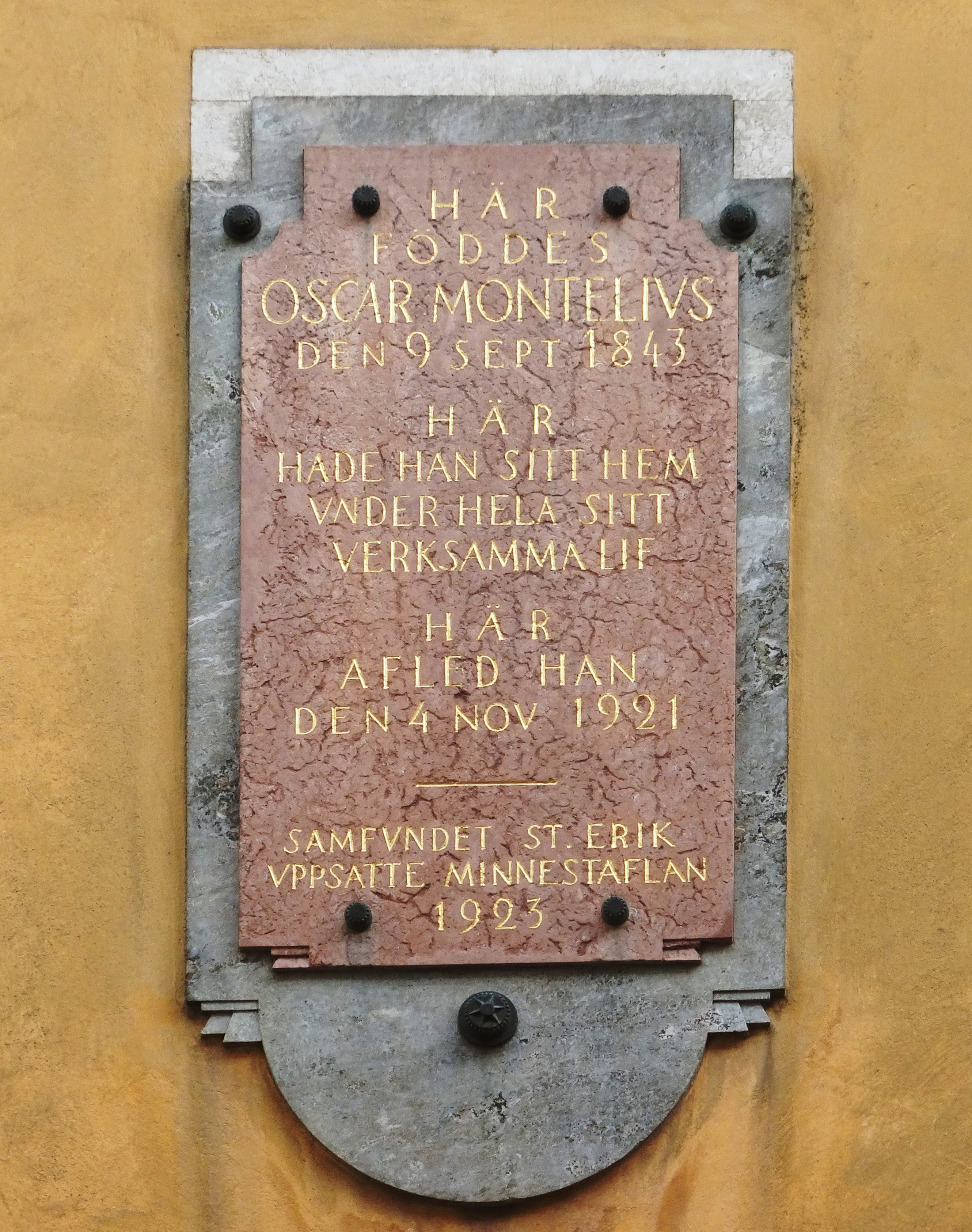
Minnestavlan.

Arkeologen och riksantikvarien Oscar Montelius  föddes 1843 i huset och avled här 1921. Men han bodde inte hela sitt liv på denna adress utan från 1870-talet då han blev ägare till fastigheten. Under Montelius tid renoverades paradvåningen på våning 1 trappa. Bland annat byttes flera kakelugnar och de målade väggfälten och dörröverstyckena från 1750-talet togs ner men förvarades på vinden (idag finn de Stadsmuseets magasin). För att påminna om att Montelius bott här uppsatte Samfundet S:t Erik 1923 en stentavla på husets fasad mot Ragvaldsgatan. 
Inskriptionen lyder:
| ” | Här föddes Oscar Montelius den 9 sept 1843 Här hade han sitt hem under hela sitt verksamma lif Här avled han den 4 nov 1921 Samfundet St. Erik uppsatta Minnetavlan 1923. | „ |

### Husets vidare öden
Fastigheten förvärvades 1969 av Stockholms stad. En större ombyggnad och modernisering genomfördes 1983 efter ritningar av HJS Arkitektkontor. Nya kök och badrum / dusch installerades och tvättstuga samt lägenhetsförrås inreddes i gårdshusen. Annars var ambitionen att förändra så lite som möjlig. Byggnaden har idag en mycket välbevarad 1700-talsinteriör samt en nästintill oförändrad gårdsmiljö från 1700-talet.

### Nutida bilder

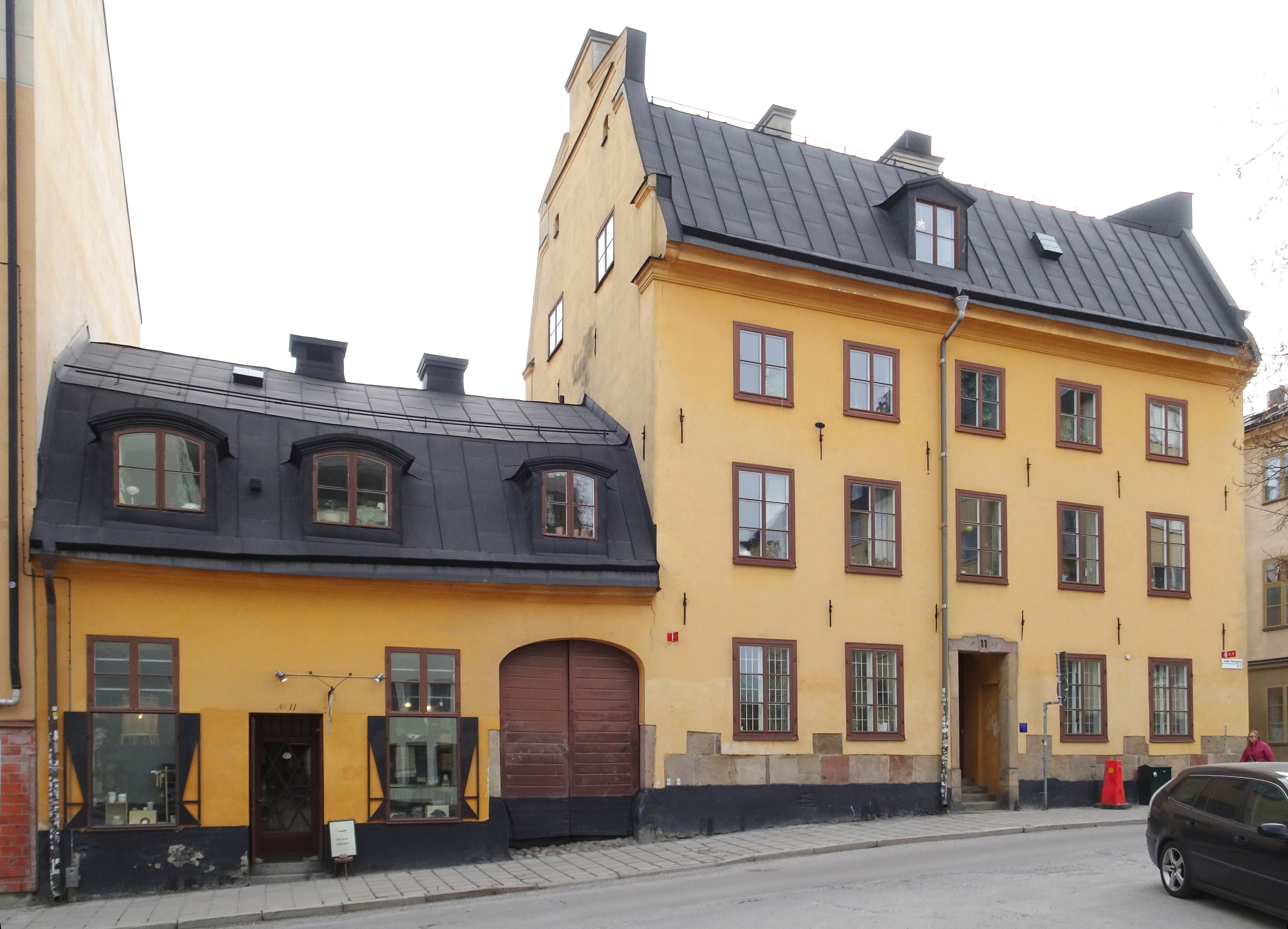
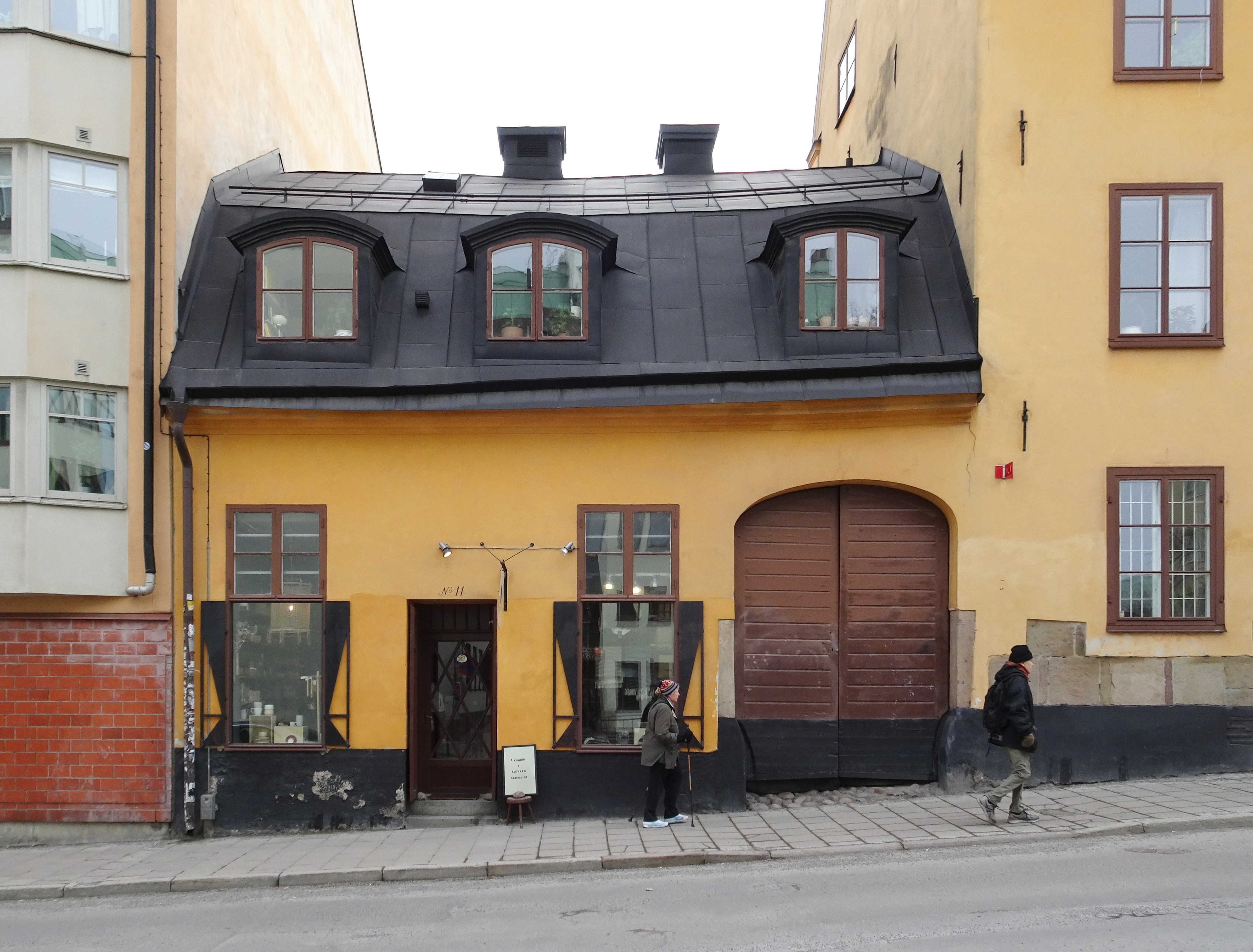
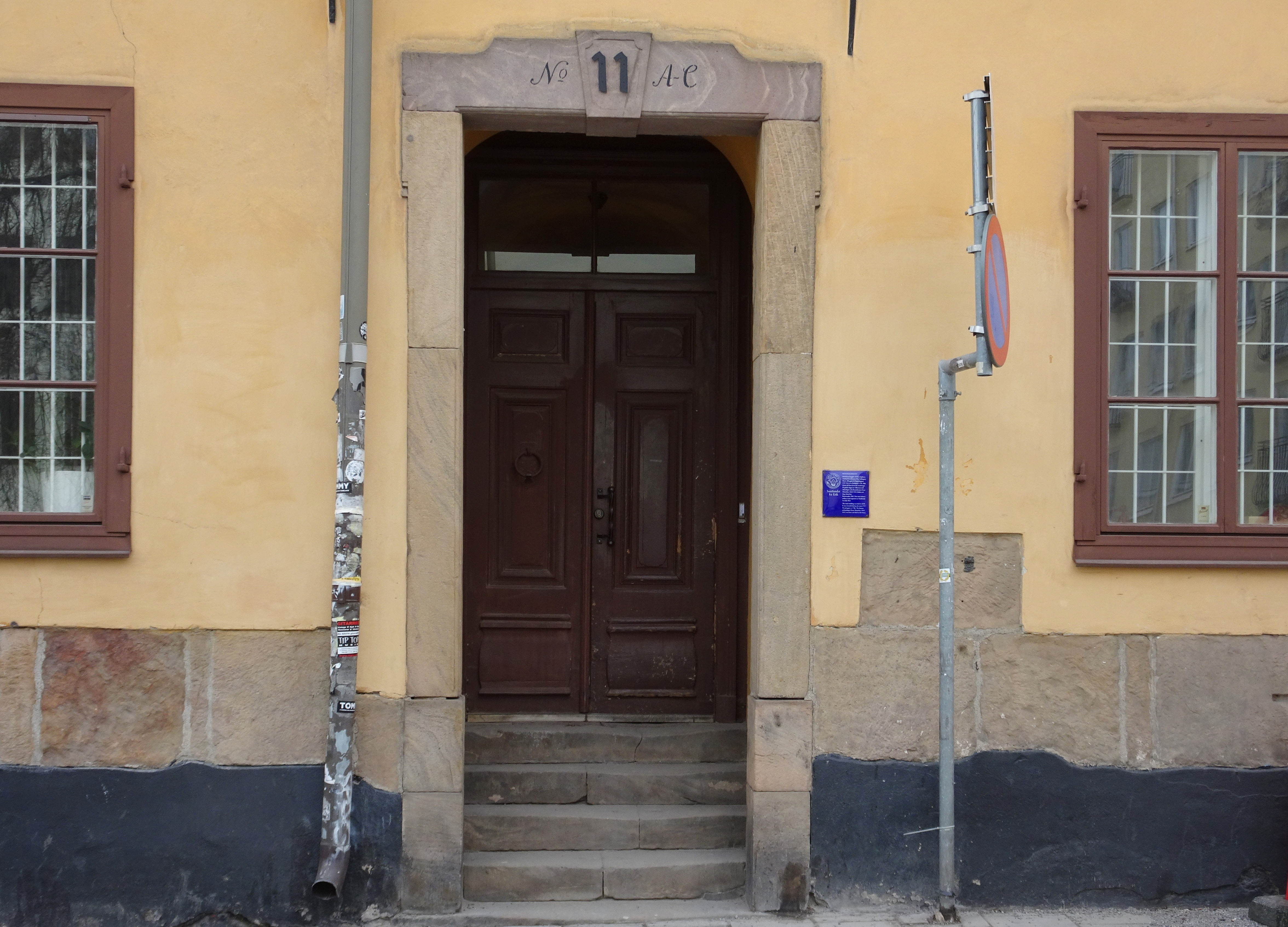
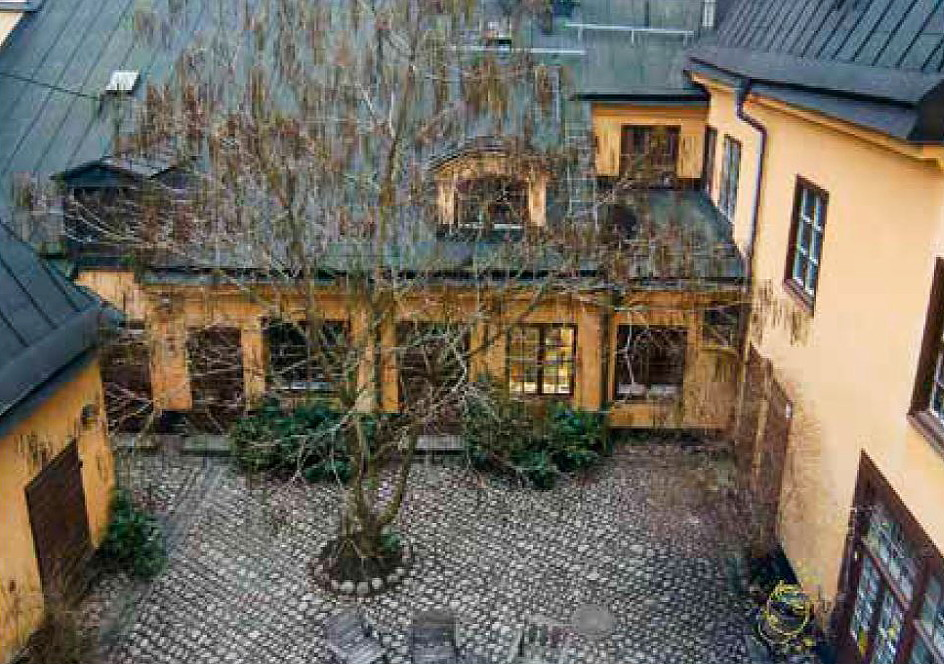